# Alfred Rogers
Alfred Harold Douglas „Doug” Rogers (ur. 26 stycznia 1941 w Truro, zm. 20 lipca 2020 w Steveston) – kanadyjski judoka, srebrny medalista Igrzysk Olimpijskich w Tokio w kategorii powyżej 80 kilogramów.
Na Mistrzostwach Świata zdobył jeden medal: brązowy w Rio de Janeiro (1965).
Chorąży reprezentacji na igrzyskach w 1972 roku.